# أكا غوندوز
أكا غوندوز (بالتركية: Aka Gündüz)أكا غوندوز أو أنيس عوني أكا غوندوز كاتب تركي وصحفي وسياسي. ولد بسلانيك عام 1886م.
تخرج أكا جوندوز من ثانوية كوللي العسكرية. قام بالكتابة بجريدة حديقة الطفل وجريدة الأقلام الشابة. عمل موظفًا بإدارة جمارك سلانيك، وسكرتيراً لمجلس إدارة مدينة أضنة، وأيضاً عمل بالصحافة وتأليف الشعر والكتابة بالمجلات؛ حيث عمل بالصحف التالية: فعمل ككاتب أساسي بصحيفة «الاي» وصحيفة «حاكميت مليه»، وعضواً مؤسساً في نقابة الصحفيين بأنقرة. وكان نائباً في مجلس الأمه التركي الكبير عن دائرة أنقرة في الفترة الخامسة والسادسة. وكان متزوجاً وله طفلاً واحداً.

## حياته
اسمه الحقيقي هو حسين عوني؛ حيث كان يستخدم اسم أنيس عوني في كتاباته الأولى، ثم بعد ذلك استخدم اسم أكا غوندوز. وكان أبوه إبراهيم قدري بك من أعيان فينجي أوغولارين بريزا. وكان ملماً بالعسكرية والقانون والتربية الفنية. وانضم كمتطوع إلى حركة الجيش في 31 مارس، وكان أحد المنفيين إلى جزيرة مالطه. ولقد كان نائباً عن دائرة أنقرة في الفترة ما بين 1932م و1946م.
كتب في جريدة الاي وجريدة حديقة الطفل وجريدة الأقلام الشابة. وكان واحدا من كتّاب تيار الأدب القومي؛ فكان يدافع عن صفاء اللغة التركية. حولت الكثير من كتاباته إلى أعمال سينمائية. وعادةً ما كان يتخلل أعماله جواً رومانسياً. عمل بمهنة الصحافة بإستانبول. وتوفي في 7 نوفمبر عام 1958م.

## أعماله
- القلب التركي (حكاية، عام 1911م).
- كتاب الترك (حكاية، عام 1911م).
- الضفدع الصغير (حكاية، 1919م).
- النجم مخروطي الشكل (رواية،1927م).
- رائحة الحطب (رواية، 1928م).
- الدبابة ورقصة التانغو (رواية، 1928م).
- حكايات من الحياة (حكاية، 1928م).
- بين حربتين (رواية، 1929م).
- النجم (رواية، 1930م).
- الفتاة اللعوب (رواية، 1930م).
- ايسال (رواية، 1932م).
- أنا لم أقتل (رواية، 1933م).
- روايتهم (رواية، 1933م).
- الكوكايين (رواية، 1935م).
- زوجة الأب (رواية، 1935م).
- حكاية الثلاث فتيات (رواية، 1933م).
- صفاء العشق (رواية، 1937م).
- الشاب المعقّد (رواية، 1938م).
- مائدة زكريا (رواية، 1938م).
- الحانوتي (رواية، 1939م).
- وقت الرحيل (رواية، 1939م).
- فتاة التلال (رواية، 1940).
- الرضيع (رواية، 1941م).
- دفاتر السائق السرية (رواية، 1943م).
- لو العشق... (رواية، 1946م).
- سانساروس (رواية، 1946م).
- حكاية الفتاة (رواية، 1954م).

## أشعاره
- الربيع.
- الاناضول.

## روابط خارجية
- أكا غوندوز على موقع IMDb (الإنجليزية)